# Campeonato de Gales de Rugby 2006-07
El Campeonato de Rugby de Gales (Principality Premiership) de 2006-07 fue la decimoséptima edición del principal torneo de rugby de Gales.

## Sistema de disputa
El torneo se disputó en formato de todos contra todos en la que cada equipo enfrentó en condición de local y visitante a cada uno de sus rivales.
El equipo que al finalizar el torneo obtuviera mayor cantidad de puntos, se coronó como campeón del torneo, mientras que el último equipo desciende directamente a la División 2.
Puntuación
Para ordenar a los equipos en la tabla de posiciones se los puntuará según los resultados obtenidos.
- 3 puntos por victoria.
- 1 puntos por empate.
- 0 puntos por derrota.

## Clasificación
| Pos. | Equipo              | Encuentros | Encuentros | Encuentros | Encuentros | Tantos | Tantos | Tantos | Puntos |
| Pos. | Equipo              | PJ         | PG         | PE         | PP         | F      | C      | Dif    | Puntos |
| ---- | ------------------- | ---------- | ---------- | ---------- | ---------- | ------ | ------ | ------ | ------ |
| 1.º  | Neath               | 26         | 17         | 2          | 7          | 704    | 473    | +231   | 53     |
| 2.º  | Ebbw Vale           | 26         | 16         | 3          | 7          | 557    | 503    | +54    | 51     |
| 3.º  | Newport             | 26         | 16         | 2          | 8          | 619    | 480    | +139   | 50     |
| 4.º  | Pontypridd          | 26         | 16         | 1          | 9          | 543    | 504    | +39    | 49     |
| 5.º  | Llanelli            | 26         | 12         | 2          | 12         | 629    | 509    | +120   | 38     |
| 6.º  | Glamorgan Wanderers | 26         | 12         | 2          | 12         | 577    | 602    | -25    | 38     |
| 7.º  | Aberavon RFC        | 26         | 12         | 2          | 12         | 603    | 615    | -12    | 38     |
| 8.º  | Cardiff             | 30         | 12         | 1          | 13         | 601    | 580    | +21    | 37     |
| 9.º  | Swansea             | 26         | 12         | 0          | 14         | 487    | 609    | -122   | 36     |
| 10.º | Bedwas              | 26         | 11         | 1          | 14         | 446    | 524    | -78    | 34     |
| 11.º | Bridgend            | 26         | 11         | 0          | 15         | 459    | 508    | -49    | 33     |
| 12.º | Maesteg             | 26         | 10         | 0          | 16         | 531    | 596    | -65    | 30     |
| 13.º | Cross Keys          | 26         | 9          | 2          | 15         | 485    | 528    | -43    | 29     |
| 14.º | Llandovery          | 26         | 7          | 0          | 19         | 482    | 692    | -210   | 21     |

|  | Campeón.                    |
|  | Descendido a la División 2. |

| Bandera de Gales |
| Campeón Neath    |
| Quinto título    |